# Eushully
Eushully（日語：エウシュリー）是日本北海道札幌市的Eukleia（エウクレイア）公司的成人遊戲品牌，姐妹公司為Anastasia（日語：アナスタシア），兩家公司原都是於Arkham-products（アーカムプロダクツ）公司的開發小組，於2005年4月時獨立，公司以「天使」為吉祥物，經常出現於作品中，玩家多簡稱Eushully為「E社」。北海道色情遊戲組合（北海道えろげー組合）的加盟公司之一。
Eushully的經營以開發成人向的角色扮演遊戲與模擬遊戲為主，有別於其他專注於開發戀愛冒險遊戲的成人遊戲公司，其作品有較高的遊戲性。作品多數會分章節，因此玩家很容易的可以掌握遊戲進度，然而遊戲也有許多的隱藏要素與結局需要玩家去發掘，提升了遊戲耐玩度。公司於創立之初，宣示每年僅推出一款遊戲，在這樣重質重量的政策影響，每年都有一部規模宏大的作品被推出，該公司「大艦巨炮主義」的名聲不脛而走。
公司總裁藤原行宏在開發遊戲中以「つるぎゆきの」為名，擔任遊戲企劃人。而原畫多由鳩月つみき一人擔任，由「神採りアルケミーマイスター」開始，みつき與やくり也加入了該公司的原畫陣容。

## Eushully社吉祥物
Eushully （白女僕天使，常稱白E娘） 配音 - ダイナマイト亜美
E社最早出現的女僕天使，為了與之後出現的黑女僕天使區別，被稱為白女僕天使。
非常喜歡做家務，遊戲中初次登場的時候，使用掃把作為武器，後來的作品為吸塵器。
最初登場自戦女神，名字取於公司名稱「Eushully」。
Black Eushully （黑女僕天使，常稱黑E娘） 配音 - 青山ゆかり
相對於白女僕天使被稱為黑女僕天使。
說話很冷淡，喜歡杯面，討厭做家務，後來武器為燒水用的水壺。
（姫狩りダンジョンマイスター中配音為琴蕗麗子）
最初登場自戦女神2，名字取於公司名稱「Eushully」。
Eukleia （女僕天使長-艾烏庫蕾雅，常稱女僕長） 配音 - 無
妖艷的巨乳姐姐，女僕天使長，武器是木刀，在遊戲中是特別強力的角色。
最初登場自峰深き瀬にたゆたう唄，名字取於出品品牌公司名稱「Eukleia」。
Anastasia （阿娜絲塔希雅，簡稱茄子） 配音 - 大波こなみ
在空帝戰騎裡作為空賊船的精靈登場，因為名字不大符合周圍的氛圍，因此被取了簡名。
從那之後，作為吉祥物加入了看板女僕的行列中，職階是見習女僕，地位比其他三只看板女僕要低（在四人同時登場的戰女神VERITA裡也是能力最低的）。
本人對娜絲（茄子）這個稱呼非常的不滿，其他人只要一提到有關這個名字的話題就會立刻發出極為可怕的殺氣。
此外，在遊戲魔法救世界和姬狩 Dungeon Master中有以精靈體形態登場。
根據戰女神VERITA裡的情報，人形是她變身後的形態，精靈體才是她本來的形態。武器為水桶和抹布。
最初登場自空帝戦騎，名字取於姊妹公司名字「Anastasia」。

## 歷史
- 1998年1月 - 於Arkham-products公司進行開發活動
- 1999年1月 - 第一部作品「戰女神」發佈。
- 2005年4月 - 由Arkham-products獨立。
- 2006年1月 - 姊妹公司Anastasia開始運作。
- 2006年5月 - Anastasia發行第一部作品「魔法が世界を救います!」。
- 2009年7月 - 公司轉型為股份有限公司。

## 作品

### Eushully
| #  | 發行日期       | 原名                                      | 原畫                                           | 劇本                               | 中文譯名                         |
| -- | -------------- | ----------------------------------------- | ---------------------------------------------- | ---------------------------------- | -------------------------------- |
| 1  | 1999年1月29日  | 戦女神                                    | ぱぴよん、麒麟麦酒                             | KAI                                | 戰女神                           |
| 2  | 2000年6月9日   |                                           | 山本定吉                                       | KAI                                |                                  |
| 3  | 2001年4月27日  | 幻燐の姫将軍                              | 鳩月つみき                                     | 小泉裕、鶴来カスミ                 | 幻燐的姬將軍                     |
| 4  | 2002年10月25日 | 戦女神2 〜失われし記憶への鎮魂歌〜        | 鳩月つみき                                     | 秋谷里夫、天崎カケル               | 戰女神2 〜失去記憶的鎮魂歌〜     |
| 5  | 2003年12月19日 | 幻燐の姫将軍2 〜導かれし魂の系譜〜        | 鳩月つみき                                     | 松江旺來                           | 幻燐的姬將軍2 ～引導靈魂的族譜～ |
| 6  | 2004年11月26日 | 空帝戦騎〜黄昏に沈む楔〜                  | 鳩月つみき、さえき北都、やくり、かにょ         | 高杉九郎                           |                                  |
| 7  | 2005年9月16日  | 冥色の隷姫 〜緩やかに廃滅する青珊瑚の森〜 | 鳩月つみき                                     | 左右田たかひろ                     |                                  |
| 8  | 2006年8月25日  | 峰深き瀬にたゆたう唄                      | 鳩月つみき                                     | 松江旺來                           |                                  |
| 9  | 2008年6月13日  | 戦女神ZERO                                | 鳩月つみき                                     | 矢田影見、松江旺來                 | 戰女神ZERO                       |
| 10 | 2009年4月24日  | 姫狩りダンジョンマイスター                | やくり、鳩月つみき、みつき                     | 高杉九郎、八雲意宇、若葉           | 姬狩 Dungeon Meister             |
| 11 | 2010年4月23日  | 戦女神VERITA                              | 鳩月つみき                                     | 藤原組長、矢田影見、高杉九郎       | 戰女神VERITA                     |
| 12 | 2011年4月22日  |                                           | やくり、鳩月つみき、みつき                     | 高杉九郎、八雲意宇、若葉           | 神採鍊金名匠                     |
| 13 | 2012年4月27日  | 創刻のアテリアル                          | みつき、やくり、鳩月つみき                     | 若葉、八雲意宇                     | 創刻的動脈                       |
| 14 | 2013年4月26日  | 魔導巧殻 〜闇の月女神は導国で詠う〜       | やくり、みつき、鳩月つみき、よしだたくま       | 福山貴紀、箱十、平安京、飛行候補生 | 魔导巧壳                         |
| 15 | 2014年4月25日  | 天秤のLa DEA。戦女神MEMORIA               | 鳩月つみき、やくり、みつき、うろ、よしだたくま | 高杉九郎、矢田影見、箱十           | 戰女神MEMORIA                    |
| 16 | 2015年4月24日  |                                           | みつき、やくり、うろ、よしだたくま             | 高杉九郎、箱十、悠誠               | 神之狂想曲                       |
| 17 | 2016年4月28日  |                                           | やくり、夜ノみつき、うろ                       | 藤原組長、八雲意宇、如月聖         | 珊海王的圆环                     |
| 18 | 2017年5月26日  | 天結いキャッスルマイスター                | やくり、夜ノみつき、うろ                       | 花咲樹木、藤原組長、八雲意宇       | 天結Castle Meister               |
| 19 | 2018年11月30日 |                                           | やくり、夜ノみつき、うろ、よしだたくま         | 花咲樹木、若葉祥慶、八雲意宇       | 封缄之都古拉塞斯塔               |
| 20 | 2020年5月29日  |                                           | うろ、夜ノみつき、鳩月つみき                   | 如月聖、花咲樹木、坂元星日         |                                  |
| 21 | 2021年7月21日  |                                           | 夜ノみつき、やくり、うろ                       | 花咲樹木、横比良こゆき             |                                  |
| 22 | 2024年8月30日  |                                           | やくり、うろ、よしだたくま、夜ノみつき         | 花咲樹木、横比良こゆき             |                                  |

Anastasia
- 2006年5月26日 - 
- 2007年5月18日 - 
- 2008年3月14日 - 蒼海の皇女たち
- 2009年12月4日 - 蒼海のヴァルキュリア 〜孤高の皇女ルツィア〜

## 成員
- 藤原行宏 - 代表董事[3]，也以組長名義活動[4]。
- 鳩月tsumiki（鳩月つみき） - 原畫。最初擔任《戰女神》副原畫（サブ原画）一職[5]。
- Yakuri（やくり） - 原畫[6]。
- 夜之mitsuki（夜ノみつき） - 原畫[6]。自《珊海王的圓環》起由Mitsuki（みつき）改爲現名[7]。
- Yoshidatakuma（よしだたくま） - 原畫[6]。
- Uro（うろ） - 原畫[6]。
- 高杉九郞 - 遊戲監製、腳本[5]。
- 如月聖 - 遊戲監製[8]。
- JENNI - 遊戲設計[5]。

## 外部連結
- 官方網站 （页面存档备份，存于）（日語）